# Italeri
Italeri is een Italiaanse modelauto- en modelbouwfabrikant, die voornamelijk bekend is van zijn plastic modelbouwdozen.
Het bedrijf werd rond 1961 opgericht in Calderara di Reno door twee vrienden die vonden dat de bouwdozen die toentertijd in de handel waren niet goed genoeg waren. De oorspronkelijke naam Italaerei werd later vervangen door het eenvoudiger Italeri.
Belangrijkste concurrenten zijn Tamiya en Revell, maar ook minder bekende merken zoals Trumpeter of Hobby Boss.

## Producten
- Vliegtuigen in de schalen
  - 1:72
  - 1:48
  - 1:32
- Cockpits in de schaal 1:12
- Militaire voertuigen in de schalen
  - 1:72
  - 1:24
  - 1:35
  - 1:9
- Boten in de schaal 1:720
- Auto's, trucks & trailers in de schaal 1:24
- Motorfietsen in de schalen
  - 1:6
  - 1:9

Italeri's producten kenmerken zich door goede verhoudingen en detaillering. Het bedrijf is gepositioneerd tussen Revell (iets mindere kwaliteit) en Tamiya in.

## Diecast trucks
Rond 2004 kwam Italeri met een serie diecast trucks uit in de H0 (1:87) schaal. De trucks blonken niet uit in detail, maar hadden een vrij goede beschildering.